# Ivan Pařík
Ivan Pařík (* 22. listopadu 1945 Praha) je český dirigent a hudební pedagog, syn dirigenta a klavíristy Otakara Paříka a operní zpěvačky Marie Paříkové.
Absolvent Pražské konzervatoře, Hudební a taneční fakulty Akademie múzických umění v Praze a Vídeňské hudební akademie. V letech 1984–1988 dirigent Vídeňské Volksopery, v letech 1991–1994 dirigent Státní opery Praha, v letech 2006–2012 šéfdirigent Opery Plzeň. Působí na katedře dirigování Hudební a taneční fakulty Akademie múzických umění v Praze.
Z prvního manželství má dceru Helenu a syna Lukáše.[zdroj?]